# 外記政
外記政（げきせい）とは、大臣以下の公卿が外記の事務所である外記庁において諸司の申文を披見して協議・裁定を行うこと。

## 概要
律令制初期においてこうした会議は朝堂殿で行われることになっていたが、平安時代に天皇の生活が内裏中心になるにつれてより内裏に近い場所で会議が開かれることが増えていった。当初は太政官庁で行われていたために官政（かんせい）と呼ばれていたが、平安時代前期には早くもより近い外記庁に移されていくことになる。
官政・外記政いずれの場合も、会議開始前に少納言・弁官・外記が先に集合して結政（かたなし、文書の整理分類）を予め行う。続いて開始時刻に公卿が入場し着座が終わると、弁官が史に命じて文書を読み上げる。続いて公卿が文書について協議・裁決を行い、請印（押印）を行った後に公卿が退席して終了となった。
原則として月5日の休日（毎月6・12・18・24・晦日）を除いて毎日開催されることになっていたが、平安時代中期には月数回にまで減少し、陣定や奏事などに代わった（ただし、国司交替など陣定の前に申文の確認を行う必要があるケースもあり、陣定の拡大と外記政の衰退に相関関係はないとする指摘もある）。その後、官政は藤原頼長が再興を志すも保元の乱での敗死によって挫折して廃絶、外記政も一種の形式的な宮中行事と化して更に後花園天皇が直筆で書写した『建武年中行事』には「中絶」という注記が記されている。